# Daniel McDonnell
Daniel McDonnell (Glendale, 15 de setembro de 1988) é um voleibolista profissional americano, jogador posição central, representante Estados Unidos. 

## Títulos
Clubes
Supercopa da França:
- 2014

Copa da França:
- 2015

Campeonato da França:
- 2015, 2017

Taça Challenge:
- 2017

Copa da Polônia:
- 2018

Campeonato da Polônia:
- 2018

Seleção principal
Copa Pan-Americana:
- 2012

Campeonato NORCECA:
- 2017

Liga das Nações:
- 2019
- 2018

Campeonato Mundial:
- 2018